# Fårborget
Fårborget är en ö i Finland. Den ligger i Norra kvarken och i kommunen Korsholm i den ekonomiska regionen  Vasa i landskapet Österbotten, i den västra delen av landet. Ön ligger omkring 38 kilometer nordväst om Vasa och omkring 410 kilometer nordväst om Helsingfors.
Öns area är 5 hektar och dess största längd är 310 meter i nord-sydlig riktning.